# 吉西他滨
吉西他濱 (INN：gemcitabine）商品名有 Gemzar 等，是一種阿糖胞苷类似物，作为抗嘧啶核苷酸代谢的化疗药物，用於治療睪丸癌、乳癌、卵巢癌、非小細胞肺癌、胰臟癌和膀胱癌[。吉西他濱也是一种人工合成胞嘧啶核苷衍生物，具有放射增敏作用強，毒副作用較小的特點。礼来公司的注册商品名为健择（Gemzar）。
吉西他濱可抑制腫瘤生長，並透過上調干擾素訊號傳導來抑制導致E型肝炎的E型肝炎病毒複製。一般經由靜脈注射給藥。
使用後常見的副作用有骨髓抑制、肝臟和腎臟問題、噁心、發燒、皮疹、呼吸困難、口腔潰瘍、腹瀉、神經病變和脫髮。個體於懷孕期間使用可能會對胎兒造成傷害。吉西他濱屬於核苷類似物藥物家族。它的作用是阻止新的DNA產生，進而導致細胞死亡。
吉西他濱於1983年取得專利，並於1995年取得核准用於醫療用途。通用名藥物於2009年在歐洲推出，並於2010年在美國推出。它已列入世界衛生組織基本藥物標準清單之中。

## 醫療用途
吉西他濱可治療多種癌症。它可單獨作為治療胰臟癌的第一線藥物，並與順鉑聯合使用，治療晚期或轉移性膀胱癌，和晚期或轉移性非小細胞肺癌。它與卡鉑聯合，作為治療卵巢癌的第二線藥物，與紫杉醇聯合用於治療轉移性或無法手術切除的乳癌。
此藥物經仿單標示外使用，用於治療膽管癌和其他膽道系統癌症。

## 禁忌症和交互作用
服用吉西他濱會影響男女兩性的生育能力、性生活和女性的月經週期。預備懷孕及已懷孕的個體禁用此藥物，進行母乳哺育個體也禁用，以免對嬰兒造成影響。
截至2014年，尚未有此藥物與其他藥物交互作用的研究報告發佈。

## 不良影響
吉西他濱是一種化療藥物，透過殺死任何正在分裂的細胞來發揮作用。由於癌細胞分裂迅速，因此受到吉西他濱的標靶率較高，但許多人體重要細胞也分裂迅速，包括皮膚、頭皮、胃壁和骨髓中的，因而會產生副作用。:265
吉西他濱標籤上列有黑框警告，說明它會抑制骨髓功能，導致白血球流失（白血球減少症）、血小板流失（血小板減少症）和紅血球流失（貧血），患有肝臟、腎臟或心血管疾病的個體應謹慎使用。服用它的人不應同時服用活疫苗。警告標籤還指出它可能會導致可逆性後部腦病症候群，微血管滲漏症候群，及嚴重的肺部疾病（如肺水腫、肺炎和成人急性呼吸窘迫症候群），並可能會導致精子數量減少、活動力降低，甚至導致精子形態異常，而影響男性的生育能力。
超過10%的使用者會出現不良反應 - 如呼吸困難、白血球和紅血球數量降低、血小板數量降低、嘔吐和噁心、轉氨酶升高、皮疹和皮膚發癢、脫髮、尿中帶血和蛋白、流行性感冒樣症狀和水腫。
常見的不良反應（發生於1-10%的使用者中）有發燒、食慾不振、頭痛、睡眠困難、疲倦、咳嗽、流鼻涕、腹瀉、口腔和嘴唇潰瘍、出汗、背痛和肌肉痛。
血栓性血小板減少性紫癜(TTP) 是一種嚴重但罕見的副作用，與特定化療藥物（包括吉西他濱在內）有關聯。 TTP是一種血液疾病，可導致微血管致溶血性貧血 (MAHA)、神經系統異常、發燒和腎臟疾病。

## 藥理學
吉西他濱是一種親水性物質，必須借助細胞膜上的核苷轉運蛋白才能進入細胞內。其中，SLC29A1、SLC28A1和 SLC28A3 是最常見的轉運蛋白。進入細胞後，吉西他濱會先結合一個磷酸基團，轉變為吉西他濱單磷酸鹽（dFdCMP）。這個過程是由去氧胞苷激酶（DCK）催化，是整個藥物作用的速率控制步驟。接著吉西他濱會繼續結合兩個磷酸基團，最終形成具有藥理活性的吉西他濱三磷酸（dFdCTP）。
吉西他濱在磷酸化三次後，可以偽裝成去氧胞苷三磷酸，並被整合到細胞複製過程中正在合成的新DNA鏈中。
當吉西他濱被插入DNA鏈中時，它會"欺騙"細胞，讓細胞在其後方接上一個正常的鹼基。然而吉西他濱本身是一個"錯誤"的鹼基，會導致DNA複製過程終止。由於它旁邊有正常的鹼基"掩護"，細胞的DNA修復系統無法識別並修復這個錯誤。這個錯誤會一直存在，阻止DNA繼續複製，最終導致細胞死亡。
連接有兩個磷酸鹽的吉西他濱 (dFdCDP) 形式也具活性，會抑制核糖核苷酸還原酶 (RNR)，而RNR是產生新DNA核苷酸所必需。缺乏核苷酸會促使細胞從外攝取更多製造核苷酸所需的成分，更為增加吉西他濱的攝取。

## 臨床作用
临床上主要用于治疗非小细胞肺癌、胰腺癌、膀胱癌、乳腺癌和其他实体肿瘤。因為在吉西他濱代謝中，會產生吉西他濱二磷酸鹽 (dFdCDP) 與吉西他濱三磷酸鹽 (dFdCTP)，吉西他濱二磷酸鹽能夠抑制核苷酸還原酶的活性，而吉西他濱三磷酸鹽則可與三磷酸脫氧胞苷競爭，摻入至DNA鏈中，最終引致細胞凋亡。

## 化學
吉西他濱是一種合成的嘧啶核苷前體藥物，為一種核苷類似物，其结构是去氧胞苷2'碳上的氢原子换成了氟原子。与5-氟尿嘧啶和其它嘧啶类似物一样，药物在DNA复制时改变了核酸的一个组分，吉西他滨改变的是胞苷。
下圖所示的合成方法為禮來公司實驗室最初所採用的：

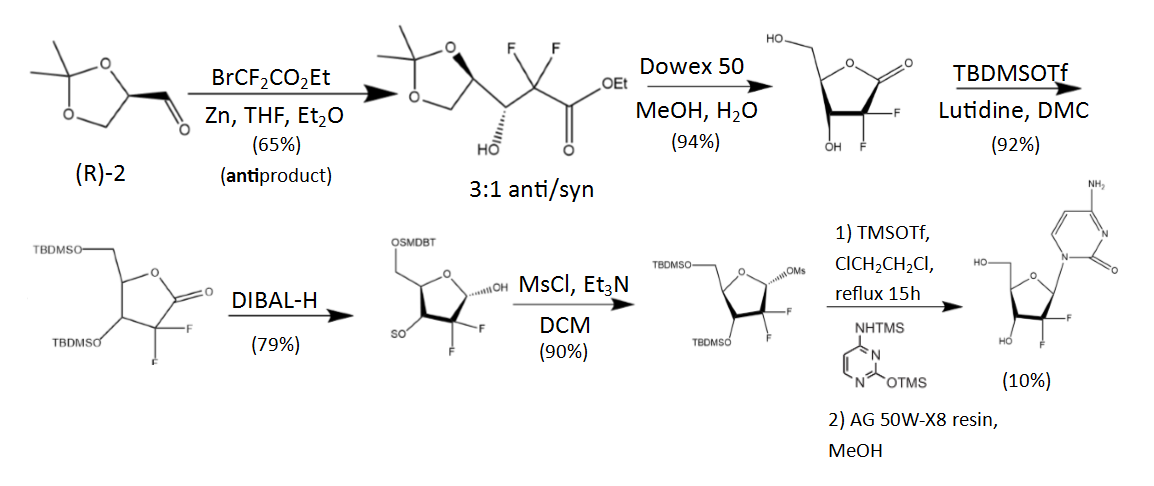
拉里·赫特爾等人在1988年於禮來實驗室所開發並發表之原始合成途徑。

## 歷史
吉西他濱於1980年代初首次由於禮來公司服務的研究人員拉里·赫特爾 (Larry Hertel) 合成。最初的目的是作為一種抗病毒藥物，但在臨床前測試時，顯示它可在體外殺死白血病細胞。
研究人員於1990年代初用吉西他濱進行臨床試驗研究。於治療胰臟癌試驗時發現此藥物可顯著提高患者的存活率（長達一年），此藥物於1995年在英國取得醫療用途核准，並在1996年取得美國食品藥物管理局（FDA）核准用於治療胰臟癌。接著在1998年獲得FDA核准用於治療非小細胞肺癌，又在2004年獲准用於治療轉移性乳癌。
歐洲藥品管理局（EMA）在2008年對吉西他濱在歐洲各國的藥品標籤進行統一規範。
禮來公司於2008年的吉西他濱全球銷售額約為17億美元。其美國專利於2013年到期，歐洲專利於2009年到期。第一個通用名藥物（學名藥）於2009年在歐洲上市，學名藥廠在美國發起專利挑戰，導致禮來公司在藥物製造方法的一項關鍵專利失效。 當禮來公司的化學品本身專利於2010年到期時，學名藥廠開始在美國銷售此藥物。在中國的專利訴訟（禮來公司控訴翰森製藥集團有限公司侵犯專利），案件最終於2010年獲得解決（中華人民共和國最高人民法院判韓森製藥勝訴）。

## 社會與文化
截至2017年，吉西他濱在全球以多個品牌上市，例如Abine、Accogem、Acytabin、Antoril、axigem、Bendacitabin、Biogem、Boligem、Celzar、Citegin、Cytigem、Cytogem、Daplax、DBL、Demozar、Dercin、Emcitab、Enekamub、Eriogem、Fotinex、Gebina、Gemalata、Gembin、Gembine、Gembio、Gemcel、Gemcetin、Gemcibine、Gemcikal、Gemcipen、Gemcired、Gemcirena、Gemcit、Gemcitabin、Gemcitabina、Gemcitabine、Gemcitabinum、Gemcitan、Gemedac、Gemflor、Gemful、Gemita、Gemko、Gemliquid、Gemmis、Gemnil、Gempower、Gemsol、Gemstad、Gemstada、Gemtabine、Gemtavis、Gemtaz、Gemtero、Gemtra、Gemtro、Gemvic、Gemxit、Gemzar、Gentabim、Genuten、Genvir、Geroam、Gestredos、Getanosan、Getmisi、Gezt、Gitrabin、Gramagen、Haxanit、Jemta、Kalbezar、Medigem、Meditabine、Nabigem、Nallian、Oncogem、Oncoril、Pamigeno、Ribozar、Santabin、Sitagem、Symtabin、Yu Jie、Ze Fei及Zefei。

## 研究
本藥物雖具備顯著的臨床應用價值，但靜脈注射的給藥方式限制其受廣泛應用。因此開發口服劑型以拓展臨床應用範圍，一直是藥物研發領域的重點。
藥物基因組學和藥物遺傳學的研究一直在進行中。截至2014年，尚不清楚基因測試是否可用於指導劑量以及哪些人對吉西他濱反應最佳。然而，用於將吉西他濱轉運到細胞中的蛋白質（SLC29A1、SLC29A2、SLC28A1和SLC28A3）表達的變化似乎導致其效力變化。同樣的，表達導致其失活的蛋白質（去氧胞苷脫氨酶、去苷脫氨酶和NT5C）以及表達其他細胞內標靶（RRM1、RRM2和RRM2B）的基因會導致對藥物的反應發生變化。了解胰臟癌本身的突變如何決定對吉西他濱的反應的研究也在進行中。
此藥物正被研究作為治療卡波西肉瘤之用（為愛滋病患者的常見癌症，在已開發國家並不常見，但在開發中國家不罕見）。